# Şafā Īshān
Şafā Īshān (persiska: صفا ايشان, صفار ايشان) är en ort i Iran.   Den ligger i provinsen Golestan, i den norra delen av landet, 280 km nordost om huvudstaden Teheran. Antalet invånare är 389.
Terrängen runt Şafā Īshān är mycket platt. Runt Şafā Īshān är det ganska tätbefolkat, med 86 invånare per kvadratkilometer. Närmaste större samhälle är Gomīshān, 2,4 km söder om Şafā Īshān. Trakten runt Şafā Īshān består till största delen av jordbruksmark.